# طوماس شيفر
طوماس شيفر (بالألمانية: Thomas Schäfer)‏ (22 فبراير 1966 - 28 مارس 2020) هو محامٍ وسياسي ألماني ينتمي إلى الاتحاد الديمقراطي المسيحي، كما عمل وزيرًا للمالية لهسن في الفترة ما بين 2010 حتى 2020.

## وفاته
في صباح 28 مارس 2020، عُثر على جثته بجوار خط السكك الحديدية عالية السرعة كولونيا-فرانكفورت [الإنجليزية]، وتعتقد الشرطة بأنه قد انتحر. سببت وفاة طوماس شيفر صدمةً للناس، حيث بينَّ قبل أيام أنَّ عمله كان «متعة وشرف» له. كان معروفًا بأنه رجلٌ مرح يتمتع بحس الدعابة، وذلك على الرغم من أنه فقد جزءًا من وزنه بشكلٍ واضح. وفقًا لبوفيير، كان طوماس شيفر قلقًا بشأن إدارة الاستجابة المالية لجائحة فيروس كورونا.
خلف وراءه زوجته وأولاده الاثنين.

## روابط خارجية
- طوماس شيفر على موقع مونزينجر (الألمانية)

- الموقع الرسمي